# Tomomi Fujimura
Tomomi Fujimura (藤村 智美 Fujimura Tomomi?), född 30 maj 1978, är en japansk tidigare fotbollsspelare.
Tomomi Fujimura debuterade för japans landslag den 15 juni 1997 i en 0–0-match Kina. Hon spelade 20 landskamper för det japanska landslaget. Hon deltog bland annat i Asiatiska mästerskapet i fotboll för damer 1999 och 2001.